# Häuslingen
Häuslingen település Németországban, azon belül Alsó-Szászország tartományban. Lakosainak száma 790 fő (2023. december 31.). Häuslingen Walsrode és Böhme községekkel határos.

## Népesség
A település népességének változása:
| Lakosok száma | 799  | 808  | 780  | 776  | 806  | 790  |
|               | 2016 | 2017 | 2019 | 2021 | 2022 | 2023 |